# Multicloud
Multicloud (auch Multi-Cloud oder Multi Cloud genannt) ist die Nutzung mehrerer Cloud-Computing- und Speicherdienste verschiedener Anbieter in einer einzigen heterogenen Architektur durch ein Unternehmen, um die Kapazitäten und Kosten der Cloud-Infrastruktur zu verbessern. Dies bezieht sich auch auf die Verteilung von Cloud-Assets, Software, Anwendungen usw. über mehrere Cloud-Hosting-Umgebungen. Mit einer typischen Multicloud-Architektur, die zwei oder mehr öffentliche Clouds sowie mehrere private Clouds nutzt, zielt eine Multicloud-Umgebung darauf ab, die Abhängigkeit von einem einzelnen Cloud-Anbieter zu vermindern.

## Verschiedene Nutzungsmöglichkeiten
Ein Unternehmen kann beispielsweise gleichzeitig separate Cloud-Anbieter für Infrastruktur- (IaaS), Plattform- (PaaS) und Softwaredienste (SaaS) nutzen oder mehrere Infrastruktur- (IaaS) oder Plattformanbieter (PaaS) in Anspruch nehmen. Im letzteren Fall können verschiedene Infrastrukturanbieter für verschiedene Arbeitsaufgaben genutzt werden. Beispiele hierfür wäre eine einzelne Workload-Belastung über mehrere Anbieter verteilt (aktiv-aktiv) oder eine einzelne Workload-Belastung bei einem Anbieter mit einem Backup bei einem jeweils anderen (aktiv-passiv) bereitstellen.
Es gibt eine Reihe von Gründen für den Einsatz einer Multicloud-Architektur, u. a. die Verringerung der Abhängigkeit von einem einzigen Anbieter, Kosteneffizienz, größere Flexibilität durch mehrere Auswahlmöglichkeiten, oftmals gezwungene Einhaltung lokaler Richtlinien, die die physische Präsenz bestimmter Daten innerhalb des Gebiets/Landes vorschreiben, geografische Verteilung der Verarbeitungsanfragen von physisch näher gelegenen Cloud-Anlagen, was wiederum die Latenzzeit verringert, und Milderung der Effekte im Falle von Katastrophen. Dies ist vergleichbar mit der Verwendung von Best-of-Breed-Anwendungen mehrerer Entwickler auf einem PC anstelle der vom Hersteller des Betriebssystems angebotenen Standardeinstellungen. Es ist eine Anerkennung der Tatsache, dass kein Anbieter für alle das Beste anbieten kann. In einer Multi-Cloud-Umgebung treten auch verschiedene Probleme und Herausforderungen auf. Sicherheit und Verwaltung sind komplizierter, und mehr „bewegliche Teile“ können die Robustheit der Systeme schwächen.

## Unterschied zwischen Multicloud und Hybrid Cloud
Multicloud unterscheidet sich von der hybriden Cloud dadurch, dass es sich auf mehrere Cloud-Dienste und nicht auf mehrere Bereitstellungsarten (Hardware vor Ort sowie öffentliches und privates Cloud-Hosting) bezieht.

## Unterschied zwischen Multicloud und paralleler oder verteilter Datenverarbeitung
In einer Multicloud-Umgebung ist die Synchronisierung zwischen verschiedenen Anbietern nicht unbedingt erforderlich, um einen Berechnungsprozess abzuschließen, im Gegensatz zu parallelen oder verteilten Datenverarbeitung.